# Saranbang seonsu-wa eomeoni
Saranbang seonsu-wa eomeoni (사랑방 선수와 어머니?), noto anche con i titoli internazionali Swindler in My Mom's House e Love At Sarangbang, è un film del 2007 scritto e diretto da Lim Young-sung.

## Trama
Hye-joo è rimasta incinta a quindici anni di Ok-hee, e ha passato i quindici anni successivi alla ricerca di un uomo; nel frattempo, per sbarcare il lunario, affitta una delle stanze della propria abitazione. Un giorno arriva da lei Duk-geun: Hye-joo rimane fin da subito affascinata dall'uomo, ma quest'ultimo nasconde un secondo fine.